# Contea di Yalgoo
La contea di Yalgoo è una delle diciassette local government areas che si trovano nella regione di Mid West, in Australia Occidentale. Essa si estende su di una superficie di circa 33.258 chilometri quadrati ed ha una popolazione di 350 abitanti.